# Fanny Kaplan
Fanny  Efimovna Kaplan (tiếng Nga: Фа́нни Ефи́мовна Капла́н; tên thật là Feiga Haimovna Roytblat, Фейга Хаимовна Ройтблат; 10 tháng 2 năm 1890 - 3 tháng 9 năm 1918) là một phụ nữ Ukraina gốc Do Thái và là đảng viên Đảng cách mạng xã hội chủ nghĩa, và là nhà bất đồng chính kiến ở Liên Xô thời kỳ đầu. Bà bị kết tội âm mưu ám sát Vladimir Lenin và bị Cheka hành quyết năm 1918.
Là một đảng viên của Đảng Cách mạng Xã hội Chủ nghĩa, Kaplan coi Lenin là "kẻ phản bội cách mạng" khi những người Bolshevik ban hành chế độ độc đảng và cấm đảng của bà. Vào ngày 30 tháng 8 năm 1918, bà tiếp cận Lenin, lúc đó đang rời một nhà máy ở phía nam Moskva, và bắn ba phát đạn vào Lenin. 
Bị Cheka thẩm vấn, bà từ chối nêu tên bất kỳ đồng phạm nào và bị xử tử. Âm mưu Kaplan và vụ ám sát Moisei Uritsky được Chính phủ Liên bang Nga Xô viết sử dụng để phục hồi hình phạt tử hình, đã bị Chính phủ lâm thời Nga bãi bỏ vào tháng 3 năm 1917.

## Tiểu sử
Người ta biết khá ít về nhân thân của Kaplan. Bà sinh ra trong một gia đình Do Thái. Cha bà là một giáo viên và cô có bảy anh chị em.:432 Đã có sự nhầm lẫn về tên đầy đủ của bà. Vera Figner (trong hồi ký của cô ấy, At Women's Katorga), cho rằng rằng tên ban đầu của Kaplan là Feiga Khaimovna Roytblat-Kaplan (Фейга Хаимовна Ройтблат-Каплан). Tuy nhiên, các nguồn khác đã nói rằng họ gốc của bà là Roytman (Ройтман), tương ứng với tiếng Đức và tiếng Yiddish họ Reutemann thông thường. (רויטמאן). Đôi khi bà cũng được biết đến với cái tên tên lót là Dora.

## Ám sát Lenin
Vào ngày 30 tháng 8 năm 1918, bà tiếp cận Lenin, lúc đó đang rời một nhà máy ở phía nam Moskva, và bắn ba phát đạn vào Lenin. khi Lenin rời tòa nhà và trước khi bước vào xe, Kaplan đã gọi ông. Khi Lenin quay về phía bà, bà đã bắn ba phát bằng khẩu súng lục Browning. Một viên đạn xuyên qua áo khoác của Lenin, và hai viên kia trúng người ông. Một viên xuyên qua cổ, làm thủng một phần phổi trái và dừng lại gần xương đòn bên phải; người kia nằm ở vai trái của Lenin.
Lenin được đưa về căn hộ tại Kremli, ông từ chối tới bệnh viện bởi ông tin rằng những kẻ ám sát khác đang rình rập ở đó. Các bác sĩ được triệu tới, nhưng cho rằng sẽ là quá nguy hiểm nếu lấy viên đạn ra. Sau này Lenin đã hồi phục dù sức khỏe của ông bắt đầu giảm sút từ thời điểm đó. Mọi người cho rằng vụ ám sát có liên quan tới những cơn đột quỵ sau này của ông.
Cơ quan An ninh Nga khi đó đã tiến hành điều tra và khẳng định đây là một âm mưu do Chính phủ Anh, được thực hiện bởi Robert Bruce Lockhart, một đặc vụ được Chính phủ Anh gửi tới Nga để thực hiện nhiệm vụ kéo nước Nga trở lại với Thế chiến vào đầu năm 1918. Vào tháng 6-1918, Lockhart đã yêu cầu chính phủ Anh gửi tiền để thành lập một tổ chức chống đối Bolshevik ở Matxcova, đồng thời ông ta tiến hành móc nối với các cá nhân có ý định ám sát các nhà lãnh đạo Xô viết. 1 bức điện được gửi đi vào mùa hè năm 1918 đã cho thấy Lockhart đã thảo luận về việc ám sát V.I Lênin với Huân tước Curzon, người khi đó là thành viên nội các chiến tranh Anh. Sau khi vụ ám sát diễn ra, Lockhart bị bắt, nhưng đã sớm được thả sau khi được trao đổi với người đại diện của Nga tại London có tên Maksim Maksimovich Litvinov. Theo lời Lockhart thì ông ta không dính dáng tới vụ ám sát, mà chính Sidney Reilly (một điệp viên khác của Anh) mới là người đứng đằng sau âm mưu đảo chính. Chính phủ Anh thì cho tới nay vẫn chưa công bố tài liệu nào và luôn phủ nhận cáo buộc rằng họ đứng sau vụ ám sát Lenin
Việc lãnh tụ đứng đầu bị ám sát đã tạo ra sự lo ngại và phản ứng mạnh từ Chính phủ Bolshevik, họ tiến hành trấn áp mạnh tay những kẻ chống đối Chính phủ cách mạng. Hàng nghìn người bị kết án là kẻ thù của cách mạng, nhiều người bị xử bắn hay bị đưa vào các trại giam vì có âm mưu tổ chức bạo loạn lật đổ chính phủ Bolshevik. Theo Orlando Figes, Lenin luôn ủng hộ "sự trấn áp của số đông chống lại những kẻ thù cách mạng" và luôn bày tỏ quan điểm rằng nhà nước vô sản cần phải có một hệ thống vũ trang được tổ chức để chống lại sự tấn công của chủ nghĩa tư bản. Tuy nhiên theo Figes, trong khi được những người Bolsheviks khuyến khích, sự trấn áp có gốc rễ là do sự giận dữ của nhân dân chống lại tầng lớp giàu có trong xã hội cũ (A Peoples Tragedy, trang 524-525). Vào cuối năm 1918 khi Kamenev và Bukharin tìm cách kìm chế những "sự thái quá" của Cheka, chính Lenin là người đã đứng ra bảo vệ tổ chức này. (Figes, trang 649) Tuy nhiên, mức độ của cái gọi là "những sự thái quá," cũng như những lý do của Lenin ẩn giấu sau sự bảo vệ đó không hề được nêu tên.